# UEVLD
UEVLD‏ (UEV and lactate/malate dehyrogenase domains) هوَ بروتين يُشَفر بواسطة جين UEVLD في الإنسان.